# Volley 2000
Fyrmannavolleyboll (tidigare kallat Volley 2000) är en modern form av ungdomsvolleyboll ursprungligen utvecklad hos Sollentuna VK på 1980-talet. Spelformen följer utvecklingsmässigt efter Kidsvolley level 1-3 och fyrmannavolleyboll level 4. Största kännetecknet på fyrmannavolleyboll är att den tillåter en studs, detta ger längre bolldueller med färre avbrott, för att vara roligare och något mindre krävande. Den spelas främst av barn och ungdomar under 15 år, men lämpar sig väl för nybörjarvolleyboll även i högre åldrar eller med mindre lag. Ungdomsturneringar har dock åldersgräns 15 år. Sedan 2014 har fyrmannavolleyboll delats in i levelar för en successiv ökad utmaningsnivå för ungdomarna - level 5 till level 7 där level 7 är den svåraste nivån har vanliga volleybollregler - men endast 4 spelare på banan.   
Fyrmannavolleybolls regler utmärker sig framför allt av följande skillnader jämfört med vanliga volleybollregler:
- Varje lag har tre-fyra spelare på plan istället för sex i vanlig volleyboll (3 avbytare tillåtet för kontinuerlig rotation, ingen får vara "bänknötare"). Det är eftersträvansvärt att ge mera speltid för alla, därför föredras det att spela med två 3-mannalag i turnering, istället för ett lag med 6 personer.
- I level 5 och 6 får bollen får studsa en gång utom direkt på serve, även utanför planen. I level 6 får bollen inte studsa efter block. I level 7 får bollen inte studsa alls.
- I level 5 får serven slås från 4,5 meter bakom nätet, om den slås som underarmsserve. Överarmsserve får slås bakom baslinjen. I level 6 och 7 måste alla servar slås bakom baslinjen
- I level 5 är näthöjden 200 cm, level 6 och 7 210 cm.
- Ungdoms boll får användas i level 5 och 6, seniorvolleyboll i level 6 och 7
- Libero får ej användas
- Matcher kan spelas på tid eller 2 set till 25 poäng, med skiljeset till 15 poäng vid oavgjort i set, 1-1.
- Att spela med mixade lag, pojkar och flickor, fungerar bra.

Planen är av samma storlek och form som i standardvolleyboll, dvs. 9x9 per sida. Avsikten med upplägget är att övergången däremellan ska bli enklast möjlig. Spike (smash) är även i Volley 2000 det effektivaste anfallslaget, men skillnaden mellan lagen utjämnas något av att en studs tillåts.
Fyrmannavolleyboll organiseras inom Svenska Volleybollförbundet, med distriktsförbund som arrangerar sammandrag mellan lokala lag.
Den största nationella tävlingen är årliga svenska mästerskapet, för närvarande kallat Mikasa Challenge och spelas i Örebro. 
2010 deltog 181 lag i klasserna U13 och U15, dvs under 13 resp. 15 år. Nivåuppdelning finns, utan kvalificering, i grön (nybörjare), blå (inkörda), röd (väl förtrogna), svart (elit).
Fyrmannavolleyboll är populärt i Sverige, men internationella turneringar förekommer, till exempel Big Step, årligen hos Sollentuna VK, och lag från hela Norden, Ryssland och Baltikum brukar delta. 
Även beachvolley kan spelas i liknande variant för ungdomar, med 3-4 spelare på sand, utan studs.
För barn upp 6 till 9 år finns Kidsvolley med ännu mera anpassade regler, för att tidigt vänja barnen mjukt att komma in i Volley 2000 och volleyboll, men framför allt för att ha roligt.